# فهرست اعدام‌شدگان سرشناس به حکم صادق خلخالی

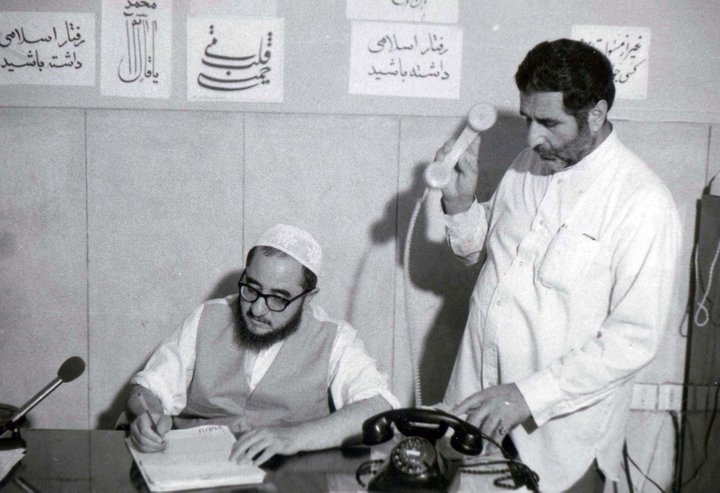
صادق خلخالی در مقام حاکم شرع

صادق خلخالی روحانی شیعه بود که در ۲۳ بهمن ۱۳۵۷، یک روز پس از انقلاب ۱۳۵۷ توسط سید روح‌الله خمینی، رهبر وقت جمهوری اسلامی، به مقام حاکم شرع دادگاه انقلاب منصوب شد. او در طول ۴۰ روز دستور اعدام ۱۴۳۸ نفر از سیاستمداران و مخالفان جمهوری اسلامی را داد.حکم اعدام تعداد کثیری از اعدامیان بدون محاکمه و تفهیم اتهام اجرا شد. تعداد زیادی از قربانیان از وابستگان و نزدیکان حکومت پهلوی بودند که بنا به دستور صادق خلخالی به اعدام محکوم شدند.در میان اعدام شدگان تعدادی کودکان خردسال از خانواده های دربار نیز بودند که اعدام آنان با مخالفت شدید آیت‌الله منتظری و آیت‌الله طالقانی و اصرار صادق خلخالی به وقوع پیوست.اعتقاد وی این بود که از اعدام شدگان و مخالفان نباید نسلی باقی بماند. دستور اعدام نخست‌وزیر سابق ایران، امیرعباس هویدا، از سوی مهدی بازرگان، نخست‌وزیر وقت، و محمود طالقانی، روحانی برجسته، مورد انتقاد قرار گرفت.

«فقط به کسانی اجازه داده می‌شود وکیل داشته باشند که لال باشند.»

صادق خلخالی در مورد حقوق متهم
خلخالی غیر از اعدام، آرامگاه رضاشاه را تخریب کرد و عده‌ای قصد تخریب آرامگاه ناصرالدین‌شاه را داشتند که دلیل قدمت آن باستان‌شناسان از این کار جلوگیری کردند. او در مرداد ۱۳۵۸به دستور سید روح‌الله خمینی به کردستان رفت و در آن‌جا دستور اعدام ۵۰ نفر از طرفداران حزب دموکرات و کومله که خواهان جدایی کردستان از ایران بودند را داد. او در خرداد ۱۳۵۹ به‌عنوان نماینده قم به مجلس شورای اسلامی راه یافت و از مقام حاکم شرع استعفا داد.درمیان مردم از وی به عنوان جلاد جمهوری اسلامی یاد میشود. یا

## مقام‌های کشوری
- امیرعباس هویدا نخست‌وزیر[۵]

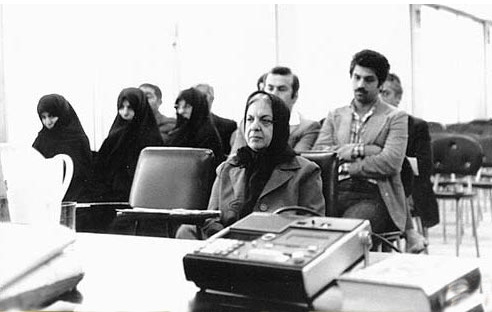
جلسه محاکمه فَرُّخ‌رو پارسای، نخستین وزیر زن در تاریخ ایران در دادگاه انقلاب به ریاست صادق خلخالی.

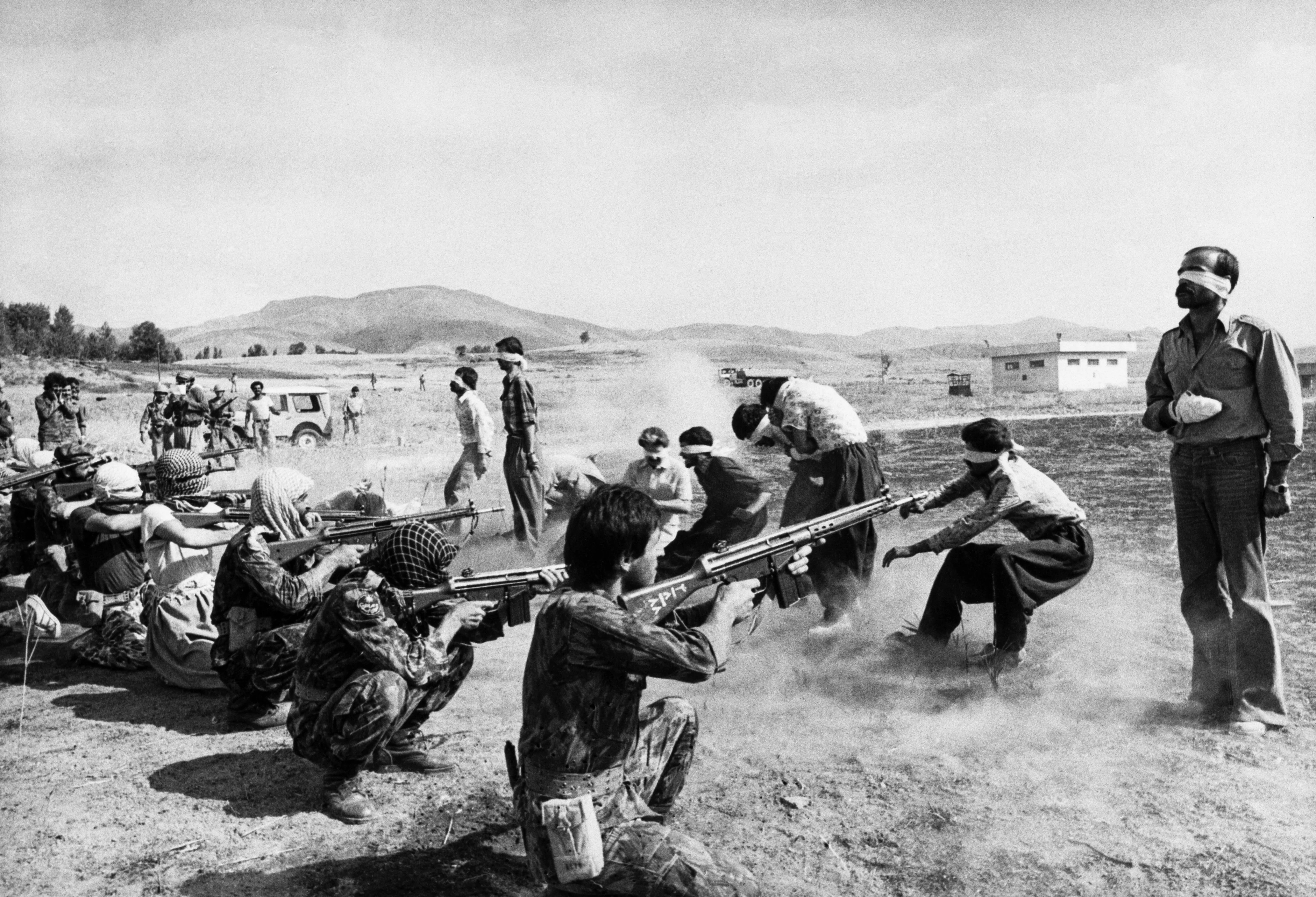
جوخه آتش در ایران برنده جایزه پولیتزر. این عکس صحنه تیرباران ده نفر از مخالفان کُرد که توسط خلخالی محاکمه شده بودند را نشان می‌دهد.

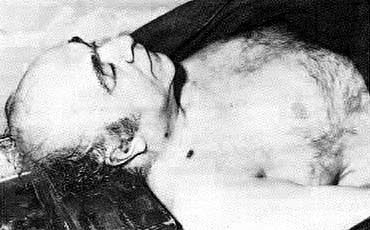
جسد امیرعباس هویدا نخست‌وزیر سابق ایران، ترور شده در ۱۸ فروردین سال ۱۳۵۸

- فَرُّخ‌رو پارسا وزیر آموزش و پرورش و اولین وزیر زن ایران
- عباسعلی خلعتبری وزیر امور خارجه دولت امیرعباس هویدا
- غلامرضا کیانپور وزیر اطلاعات و جهانگردی و دادگستری کابینه هویدا و آموزگار
- غلامرضا نیک‌پی شهردار تهران
- منوچهر آزمون وزیر مشاور، وزیر کار، رئیس خبرگزاری پارس
- محمدعلی علامه وحیدی (ریاست کل تحقیق اداره اوقاف)
- محمود جعفریان مدیرعامل سازمان رادیو تلویزیون ملی و قائم مقام حزب رستاخیز
- پرویز نیک‌خواه مدیر واحد مرکزی خبر تلویزیون
- غلامحسین دانشی نماینده روحانی آبادان در مجلس شورای ملی
- سالار جاف نماینده جوانرود در مجلس شورای ملی
- محمدرضا عاملی تهرانی وزیر اطلاعات و جهانگردی
- منصور روحانی قزوینی وزیر برق و کشاورزی
- عبدالله ریاضی رئیس مجلس شورای ملی
- علی حجت کاشانی رئیس سازمان تربیت بدنی
- یوسف خوش‌کیش مدیرکل بانک مرکزی.

## نظامیان

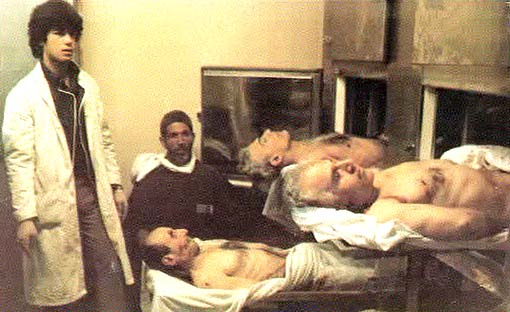
جنازه زیرین: رضا ناجی جنازه بالایی سمت چپ: منوچهر خسروداد جنازه بالایی سمت راست: مهدی رحیمی

- شهریار شفیق «خواهر زاده محمدرضا شاه که در شهر پاریس پس از آخرین دیدارش با مادرش شاهدخت اشرف پهلوی ترور شد.»
- ارتشبد نعمت‌الله نصیری (سومین رئیس‌کل ساواک)[۶]
- ارتشبد غلامعلی اویسی (پس از حکم خلخالی در خارج از کشور ترور شد)
- سپهبد نادر جهانبانی
- سپهبد امیرحسین ربیعی
- سپهبد مهدی رحیمی (رئیس شهربانی و آخرین فرماندار نظامی تهران)
- سپهبد هوشنگ حاتم
- سپهبد هاشم برنجیان (رئیس بازرسی و امنیت نیروی هوایی شاهنشاهی)
- سپهبد ناصر مقدم (چهارمین و آخرین رئیس‌کل ساواک)
- سپهبد عبدالله خواجه‌نوری
- سپهبد محمدتقی مجیدی
- سپهبد جعفرقلی صدری
- سپهبد علی حجت کاشانی
- سپهبد ابوالحسن سعادتمند (معاون‌کل ساواک)
- سپهبد فخرالدین مدرس (رئیس دادرسی ارتش)
- سپهبد منوچهر یزدان‌بخش (رئیس ستاد لجستیک قادر)
- سپهبد اصغر جلالی [نیازمند منبع]
- سپهبد امیرفرهنگ خلعتبری (فرمانده مرکز پیاده شیراز، معاون فرمانده نیروی زمینی)
- سرلشکر منوچهر خسروداد (فرمانده هوانیروز و بنیان‌گذار نیروهای ویژه هوابرد)
- سرلشکر سید رضا ناجی (فرماندار نظامی اصفهان)
- سرلشکر احمدعلی بیدآبادی (فرماندار نظامی تبریز)
- سرلشکر محمد جواد مولوی طالقانی (رئیس پلیس اسبق تهران- فرمانده گارد ضد شورش شهربانی در زمان انقلاب)
- سرلشکر حسن پاکروان (دومین رئیس کل ساواک)
- سرلشکر ایرج مطبوعی
- سرلشکر علی نشاط (فرمانده گارد شاهنشاهی)
- سرلشکر پرویز امینی‌افشار
- سرلشکر ولی‌الله زندکریمی (رئیس اداره زندان‌ها)
- سرلشکر جابر ولی‌نژاد
- سرلشکر معتمد [نیازمند منبع]
- سرلشکر عبدالله عمیدی (فرمانده گردان توپخانه تیپ۳) [نیازمند منبع]
- سرلشکر علی‌اصغر ده پناه (فرماندار نظامی فارس و فرمانده مرکز آموزش پیاده‌نظام شیراز)
- سرلشکر جواد بدیع
- سرلشکر محمد صالحی (نظامی) (فرمانده دوره ۴۷ دانشکده افسری نیروی زمینی ارتش شاهنشاهی) [نیازمند منبع]
- سرلشکر فرامرز نوذری‌بقا [نیازمند منبع]
- سرلشکر حسن بهزادی (فرمانده واحد فرهنگی ژاندارمری)
- سرتیپ حسینعلی بیات (نماینده زنجان در مجلس شورای ملی)
- سرتیپ منوچهر اسعدی (معاون عملیاتی ناحیه یک ژاندارمری مرکز)
- سرتیپ علی‌اکبر یزدجردی (فرماندار نظامی مشهد)
- سرتیپ شهنام رضایی
- سرتیپ ایرج امینی‌افشار
- سرتیپ حسین همدانیان (رئیس ساواک کرمانشاه و خرم‌آباد)
- سرتیپ عباس شفاعت
- سرتیپ شهنام [نیازمند منبع]
- سرتیپ منوچهر ملک (فرمانده لشکر قزوین)
- سرلشکر غلامحسین شمس تبریزی (فرماندار نظامی اهواز و فرمانده لشکر ۹۲ اهواز)
- سرتیپ عبدالله وثیق
- سرتیپ نعمت‌الله معتمدی (فرماندار نظامی قزوین)
- سرتیپ تابعی (معاون فرماندار نظامی اهواز)
- سرتیپ غلامحسین علایی (فرماندار نظامی مسجدسلیمان)
- سرتیپ جلال سجده‌ای (چهارمین رئیس کمیته مشترک و ضدخرابکاری)
- سرتیپ مظفر نیازمند (فرمانده ژاندارمری کردستان)
- سرتیپ اکبر غفاریان‌امید (فرمانده تیپ۲ زرهی دزفول)
- سرتیپ فضل‌الله ناظمی‌اشنی (فرمانده تیپ۲ لشکر پیاده گارد)
- سرتیپ محمود ارم (بازرس لجستیک ژاندارمری)
- سرهنگ امیر افتخارمنش (فرمانده لشکر گارد قصر)
- سرهنگ خلبان مرتضی امینی
- سرهنگ محمدباقر لطیفی تهرانی (فرمانده واحد مهندسی گارد شاهنشاهی)
- سرهنگ یعقوب یقینی (معاون ساواک کرمانشاه)
- سرهنگ محمد جواد غفاری
- سرهنگ محمود شهیدی (مأمور سازمان امنیت تهران)
- سرهنگ حسین خورشیدیان
- سرهنگ جلال بدیعی (رئیس ساواک قم)
- سرهنگ مصطفی زمانی (رئیس زندان قصر در سال‌های ۱۳۵۲–۱۳۵۵)
- سرهنگ هادی گلستانه (فرمانده نظامی خانی‌آباد)
- سرهنگ محمد هادی احمدی (رئیس شهربانی خرمشهر)
- سرهنگ فرهی سرابی[۷]
- سرگرد شعله‌ور
- سرگرد منوچهر قشقایی (فرمانده تیم ضد تخریب)
- سرگرد مسعود مقبل‌زاده
- سرگرد ناصر قوامی (معاون کلانتری ۱۳)
- سرگرد بیژن یحیائی (رئیس زندان سیاسی قصر)
- سرگرد محمود دهناد (افسر ژاندارمری قصر شیرین)
- سرگرد مهدی ساقی
- سروان قاسم ژیان‌پناه (افسر زندان قصر و مسئول بخش زندانیان تروریست)
- سروان  مهدی مجتهدی
- سروان منوچهر وثوقی (محافظ کاخ نیاوران)
- سروان هدایت الله عصفوری (رئیس پلیس میناب)
- سروان منیر طاهری
- ستوان یکم پرویز یونسی (معاون اداره گذرنامه)
- ستوان دوم عزت اله دشتی
- سر پاسبان حسن دیناروند
- سر پاسبان عبدالعلی زارعی (افسر پلیس میناب)
- پاسبان رضا قاسمی (افسر پلیس میناب)
- پاسبان هدایت الله سلجوقی
- سرجوخه جعفر حیدری
- سرجوخه صمد محترمیان[۸]

## چهره‌های اقتصادی
- حبیب القانیان
- رحیم‌علی خرم
- محمد هراتی

## دیگران
- پری بلنده
- اشرف چهارچشم
- ثریا ترکه
- مهدی بلیغ
- سید جواد ذبیحی[۹]